# 563 (число)
563 (пятьсот шестьдесят три) — натуральное число, расположенное между числами 562 и 564. Оно является 103-м простым числом, а относительно их последовательности расположено между 557 и 569.

## Арифметические свойства
- 563 является нечётным трёхзначным числом.
- Сумма цифр числа 563 — 14.
- Произведение цифр числа 563 — 90.
- Квадрат этого числа — 316 969.
- Куб этого числа — 178 453 547.
- 563—103-е простое, 19-е безопасное простое (563 = 2 × 281 + 1)[2] и 9-е сбалансированное простое число[англ.] (563 = (557 + 569) / 2)[3].
- 563 — 15-е простое число, являющееся «сексуальным» по отношению к двум другим одновременно: 563 ± 6 = 557 и 569[4].
- число 563 является весёлым[англ.][5].
- 563 — простое число Эйзенштейна без мнимой части.
- 563 — простое число Чена (563 + 2 = 565, являющееся полупростым). Цифровой корень[англ.] этого числа также является простым числом Чена (5 + 6 + 3 = 14; 1 + 4 = 5; 5 + 2 = 7 — также простое число)[6].
- 563 является 32-м строго непалиндромным числом — числом, не являющимся палиндромом ни в одной из систем счисления с основаниями от 2 до 561.
- 563 — третье и наибольшее известное простое число Вильсона[7][8][9]; первые два числа Вильсона — 5 и 13, а четвёртое, если оно существует, должно иметь значение, большее, нежели 2⋅1013[10].
- 563 — наименьшее простое число, являющееся близнецом (числом, отличающимся на ±2) числа Кармайкла и, одновременно, близнец наименьшего из этих чисел (563 − 2 = 561)[8].
- 563 — являющееся простым числом значение n, для которого φ(n)/2 также является простым числом (φ(563) / 2 = 281)[11].
- Сумма цифр простого числа 563 равна сумме цифр 563-го простого числа (4091; 4 + 0 + 9 + 1 = 14)[12].
- Результат сложения этого числа с суммой его цифр также является простым числом: 563 + (5 + 6 + 3) = 577[13].
- 563 — меньший множитель 40-го «золотого» полупростого числа (512893 = 563 × 911)[14].
- 563 является 52-м числом n, при котором σ1(n) + 6 = σ1(n + 6), и 50-м простом числом с таким свойством[15][16].
- 563 — значение n, при котором n, (n − 1) / 2, (n − 3) / 4[17], n + 8[18], 2n − 9[19], 2n ± 3[20], 2n2 − 1[21], 4n − 1[22], 5n + 4[23], 7n + 6[24], 10n + 9[25] и 2n − 9[26] являются простыми числами.

## Библеистика
563-я глава — Псалом 85 книги Псалтирь.
563-е слово в нумерации Стронга:
- ивр. אִמַּר‎ — агнец.
- греч. ἀπερισπάστως — без отвлечения, ничем не отвлекаясь; букв. «не отвлекаясь в разные стороны».

## Примеры употребления

Щит государственного шоссе № 563, Италия

### В электронике и информационных технологиях
- Socket 563 — индекс гнездового разъёма для мобильных процессоров AMD Athlon XP-М с пониженным электропотреблением.
- В Юникоде 23316 — код для латинского символа «ȳ»[29].

### В военном деле
- Объект 563 — индекс ГАБТУ для тяжёлой транспортно-заряжающей машины ТЗМ-Т.
- 563-й истребительный авиационный полк — воинское подразделение СССР в период Великой Отечественной войны.
- 563-я пехотная дивизия народного ополчения — воинское подразделение вермахта.

### В других областях
- 563 год, 563 год до н. э.
- NGC 563 (NGC 539) — спиральная галактика с перемычкой (SBc) в созвездии Кит.